# عن الحياة السعيدة
عن الحياة السعيدة (باللاتينية: De Vita Beata) هو حوار كتبه سينيكا في حوالي عام 58م. ويعتبر من الأعمال المهمة في الفلسفة الرواقية، حيث يتناول مفهوم السعادة وكيفية تحقيقها من خلال العيش وفقًا للعقل والفضيلة. ويتكون الكتاب من 28 فصلًا يستعرض فيها سينيكا أفكاره حول السعادة، مُشيرًا إلى أن السعادة الحقيقية تنتج من استخدام العقل والفضيلة. يتناول الكتاب كذلك العلاقة بين الفلسفة والحياة الشخصية، مُدافعًا عن فكرة أن الثروة يمكن أن تكون عاملًا مؤثرًا في تحقيق الحياة السعيدة إذا تم استغلالها بحكمة. يحاول الكتاب إثبات كيف أن السعادة ليست مجرد شعور يظهر بالصدفة، بل هي نتيجة للعيش وفقًا لمبادئ أخلاقية وعقلانية. والكتاب مُوجَّه لأخيه الأكبر غاليو.

## أفكار الكتاب الرئيسية
تسلط فلسفة سينيكا الضوء على مفهوم السعادة كحالة نفسية تنبع من الداخل أكثر من تأثرها بالظروف الخارجية. وهو يوضح أن السعادة تعتمد على كيفية تعامل الفرد مع الظروف المحيطة به، ولا تعتمد كليًا على الثروة أو الحالة الاجتماعية. في كتابه (عن الحياة السعيدة) يشير سينيكا إلى أهمية القوة العقلية والقدرة على مواجهة انتكاسات الحياة، والالتزام بعقلية إيجابية عند مواجهة معضلة الموت والمصاعب التي يعاني منها الإنسان في حياته.
يرى سينيكا بأن السعادة لا تتحقق بمجرد امتلاك المال أو التمتع بالصحة، بل تتعلق بالشخصية الفاضلة الجيدة. يُعتبر الشخص الجيد هو القيمة الأساسية التي يجب أن يتطلع إليها الإنسان ويجعلها هدفه الأسمى. كما يسلط سينيكا الضوء على الأشياء المرغوبة للبشر ولكنها ليست أساسية، فيرى أهمية هذه الماديات واستخدامها بطريقة تعزز الجوانب السامية للحياة، دون التعلق الزائد بهذه الماديات.
يركز سينيكا أيضًا على دور الضمير في السلوك البشري، حيث يشدد على أن الأفعال يجب أن تتحرك وفقًا للضمير وليس تأثرًا بالرأي العام أو ما يتوقعه المجتمع منا. يشير إلى ذلك في قوله: «لن أفعل شيئًا انطلاقًا من الرأي العام، بل أقوم بكل شيء انطلاقًا من ضميري.» مما يعكس أهمية الاستقلالية الفكرية في فكر سينيكا.
يؤكد سينيكا أخيرًا على تقوية أواصر العلاقات الإنسانية، حتى بالنسبة إلى من يعتبرهم الشخص أعداءه. حيث يرى أن التواصل مع الآخرين يجب أن يكون مبنيًا على اللطف والعفو والتسامح، يقول: «سأكون ودودًا مع أصدقائي، لطيفًا ومتسامحًا مع أعدائي.»